# Stonewall (película de 1995)
Stonewall es una película británica de 1995 dirigida por Nigel Finch. Narra los acontecimientos ocurridos durante los disturbios de Stonewall, a fines de los años 1960 en el bar Stonewall Inn, de Nueva York.

## Argumento
La película narra los disturbios que ocurrieron en el bar Stonewall Inn frecuentado por mujeres transexuales, y los hechos ocurridos, el 28 de junio de 1969, cuando la policía irrumpió en el lugar y empezó a arrestar a todo el mundo. La resistencia de algunas a ser llevadas por la policía produjo una batalla campal, en la que hubo un muerto y cientos de heridos. A partir de esta fecha, todos los 28 de junio se celebra en todo el mundo el Día del Orgullo Gay (hoy día el uso de "Orgullo Gay", se encuentra en desuso, y se le llama Día del Orgullo LGTTBIQ), ya que es el día precisamente que las revueltas del bar Stonewall Inn, las comenzaron las mujeres transexuales, destacando a Sylvia Rivera, en recuerdo de la lucha de estas valientes mujeres y de las víctimas de aquel día.

## Reparto
| Actor             | Personaje          |
| ----------------- | ------------------ |
| Guillermo Díaz    | La Miranda         |
| Frederick Weller  | Matty Dean         |
| Brendan Corbalis  | Ethan              |
| Duane Boutte      | Bostonia           |
| Bruce MacVittie   | Vinnie             |
| Peter Ratray      | Burt               |
| Dwight Ewell      | Helen Wheels       |
| Matthew Faber     | Mizz Moxie         |
| Michael McElroy   | Princesa Ernestine |
| Luis Guzmán       | Vito               |
| Joey Dedio        | Angelo             |
| Tim Artz          | Policía de civil   |
| Isaiah Washington | Policía uniformado |
| Candis Cayne      | Diva               |
| David Drumgold    | Diva               |

## Comentarios
Fue la última película del director Nigel Finch, quien murió a causa de enfermedades relacionadas con el sida poco tiempo después de terminada.

## Banda sonora
| Pista | Título                                        | Intérprete                       |
| ----- | --------------------------------------------- | -------------------------------- |
| 1     | "Give Him a Great Big Kiss"                   | The Shangri-Las                  |
| 2     | "Gee Baby Gee"                                | The Butterflies                  |
| 3     | "Sophisticated Boom"                          | The Shangri-Las                  |
| 4     | "Ooh Poo Pah Doo"                             | The Shirelles                    |
| 5     | "Remember (Walkin' in the Sand)"              | The Shangri-Las                  |
| 6     | "Boy from New York City"                      | The Ad Libs                      |
| 7     | "Zing! Went the Strings of My Heart"          | Judy Garland                     |
| 8     | "Down the Aisle"                              | Patti LaBelle and the Bluebelles |
| 9     | "Go Now"                                      | Bessie Banks                     |
| 10    | "Over the Rainbow"                            | Judy Garland                     |
| 11    | "What a Good Boy"                             | Barenaked Ladies                 |
| 12    | "Give Him a Great Big Kiss" (Hani's Kiss Mix) | The Shangri-Las                  |